# PL-7
Die PL-7 ist eine chinesische Kurzstrecken-Luft-Luft-Rakete.

## Allgemeines
Gegenüber ihren Vorgängern PL-2 und PL-5 ist die Rakete erheblich wendiger. Die Entwicklung der PL-7 begann in den frühen 1980er-Jahren, die Serienproduktion begann 1987. Westliche Quellen nehmen an, dass die PL-7 ein nicht lizenzierter Nachbau der französischen R.550 Magic mittels Reverse-Engineering darstellt. Eigentlich hätte die PL-7 bereits 1982 eingeführt werden sollen, allerdings gab es schwerwiegende Probleme mit der Fertigungsqualität. 

## Plattformen
- A-5 „Fantan“
- J-7 „Fishcan“
- J-8 „Finback“

Quelle:

## Verbreitung
- Bangladesch – 100
- Volksrepublik China – nur für Tests
- Iran – 400
- Simbabwe – unbekannte Anzahl

Quelle: